# Мексиканская митрополия (Антиохийский патриархат)
Мексиканская митрополия (Архиепархия Мексики, Венесуэлы, Центральной Америки и Карибов Антиохийского Патриархата, исп. Arquidiócesis Ortodoxa Antioquena de México, Venezuela, Centroamérica y El Caribe) — епархия Антиохийской православной церкви на территории Мексики, Венесуэлы и стран Центральной Америки и Карибских островов.

## История
В 1966 году Антиохийская православная церковь направила епископа Кесарийского Антония (Шедрауи) патриаршим викарием в Мексике, Венесуэле, Центральной Америке и на Карибах.
12 июня 1996 года определением Священного Синода Антиохийской православной церкви была образована Мексиканская митрополия, а епископ Антоний стал её правящим митрополитом.

## Епископы
- 12 июня 1996 — 14 июня 2017 — Антоний (Шедрауи)
- с 4 ноября 2017 — Игнатий (Самаан)